# 에이럽 그룹

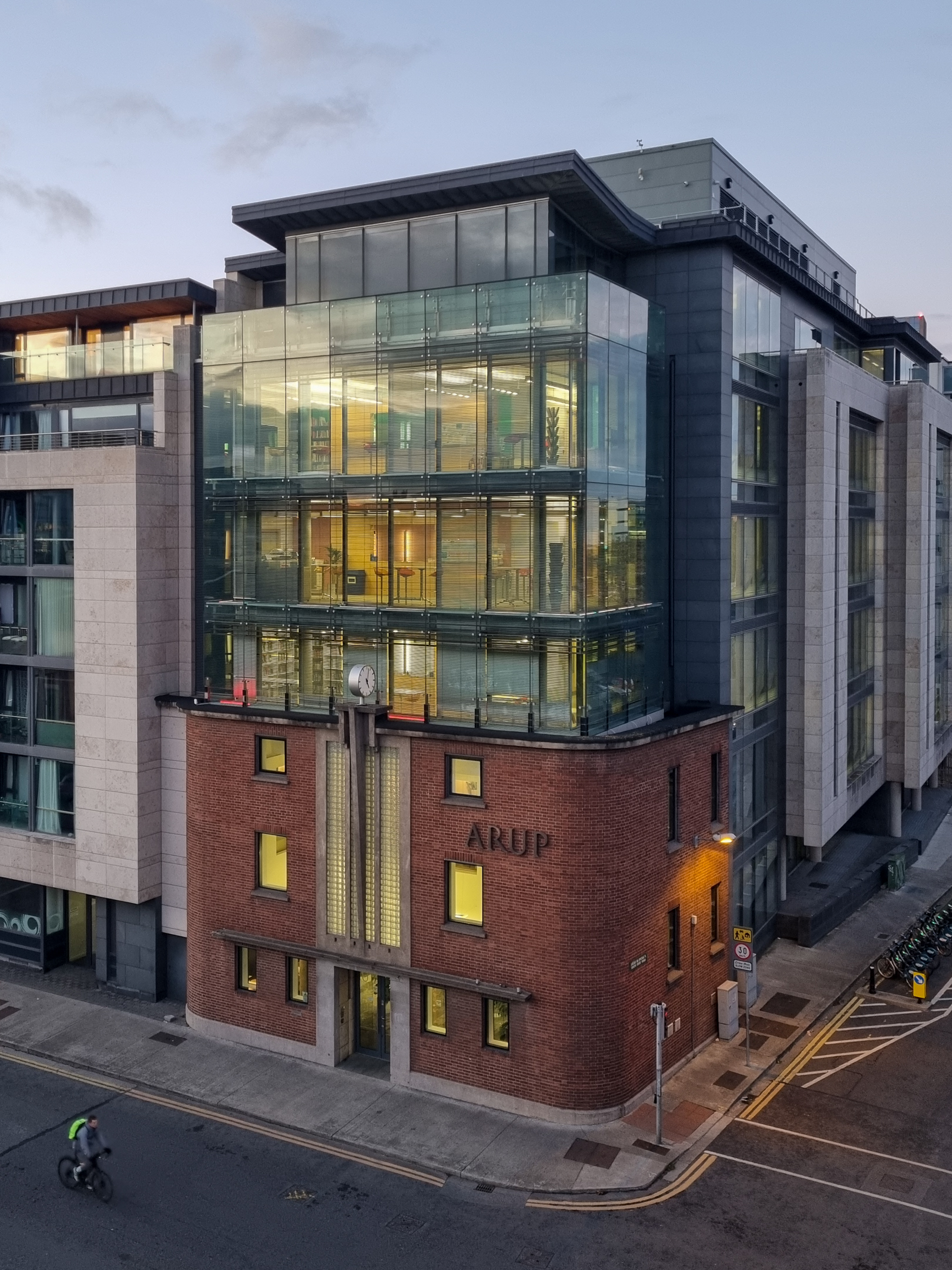

에이럽(영어: Arup)은 영국의 다국적 기업으로 모든 종류의 건설된 환경을 위한 엔지니어링, 설계 및 프로젝트 관리 서비스를 제공한다. 본사는 런던에 위치해있으며 1946년 덴마크계 구조엔지니어 오베 에이럽이 설립하였다. 35개국 96개 사무소에 16,000명이 넘는 직원이 일하고 있으며 160곳이 넘는 국가에서 프로젝트를 진행해왔다.
공식적인 명칭은 에이럽 그룹 리미티드(영어: Arup Group Limited)이며 줄여서 에이럽 혹은 에이럽 그룹으로 칭한다.